# سيلفيو فرنانديز (مبارز بالسيف فنزويلي)
سيلفيو فرنانديز (بالإسبانية: Silvio Fernández) هو مبارز بالسيف فنزويلي، ولد في 21 أبريل 1946 في كاراكاس في فنزويلا.

## وصلات خارجية
- سيلفيو فرنانديز على موقع أوليمبيديا (الإنجليزية)